# Municipio de Black Creek (Carolina del Norte)
El municipio de Black Creek (en inglés: Black Creek Township) es un municipio ubicado en el  condado de Wilson en el estado estadounidense de Carolina del Norte. En el año 2000 tenía una población de 4.087 habitantes.

## Geografía
El municipio de Black Creek se encuentra ubicado en las coordenadas 35°39′20.84″N 77°56′23.54″O / 35.6557889, -77.9398722.